# Pásthy Károly
Pásthy Károly (Vasvár, Vas vármegye, 1850. február 14. – Kecskemét, 1920. december 26.) polgári és elemi népiskolai igazgató, tanár, tanügyi szakíró.

## Élete
Vasárváron született, hol atyja Pásthy István gazdálkodó volt; gimnáziumi tanulmányait Szombathelyen és Kecskeméten végezte. 1870-től 1874-ig mint a kegyes tanítórend tagja a kecskeméti római katolikus főgimnáziumban tanárkodott. A kegyes tanítórendből fölszenteltetése előtt kilépett és előbb a soproni felsőbb leányiskolában, 1874-75-ben a nagyváradi polgári fiúiskolában tanított. A kecskeméti polgári leányiskola felállításával (1875) ezen intézet igazgatója lett, 1877-ben pedig a város az összes népiskolák igazgatásával is megbízta. Tevékeny munkásságot fejtett ki az iskolaszékben mint előadó és később mint jegyző; tagja volt az alsófokú ipariskolai s városi zeneiskolai felügyelő bizottságnak; a pestvármegyei tanítótestületnek hosszú időn át volt főjegyzője, majd elnöke. 1896-tól az országos közoktatási tanács tagja volt. Az ország több polgári iskolájában is használták az általa írt tankönyveket, kézikönyveket. 1916-ban elnyerte a Ferenc József-rend lovagkeresztjét. 41 évig tevékenykedett mint igazgató és 46 évig mint tanár, 1916. november 4-én nyugállományba vonult. Ezután segédkezett még a református tanítóképző megszervezésében, s két éven keresztül irányította annak munkáját.

## Írásai
Cikkei a Biharban (1874. A Venus elvonulása a nap előtt, 1875. Polemia természettudományi kérdések fölött, a lapnak több évig munkatársa); a Kecskeméti Lapokban (1876. Iskolás gyermekbetegségek vagy iskolabetegségek, 1878. Tanügyi politikánk 1880. A tanítói kar társadalmi tekintélye, 1893. Gazdasági felső népiskola és földmíves-iskola, s mint a lapnak több évig munkatársa közérdekű cikkek); a kecskeméti polgári leányiskola Értesítőjében (1876. Irányelvek a nőnevelésben, 1881. A nevelés körül tapasztalható gyakoribb hibák, 1883. Önérzet és becsületérzés, 1884. Hibák az ifjúságban, 1885. A család mint nevelőintézet, 1886. Nevelés és táncztanulás, 1887. Vádak a polgári és felsőbb leányiskolák ellen, 1888. Ifjúsági olvasmányok, 1889. Iskola és erkölcsiség, 1890. Titkos nevelők, 1891. A nő valódi értéke, 1892. Családi élet és nevelés az ó-kori görögöknél, 1893. Az anya mint nevelő, 1896. Millenniumi beszéd, 1899. Erzsébet királyné, 1900. 25 év a kecskeméti polgári leányiskola életéből, 1901. Vörösmarty Mihály, 1902. A háziasságra való nevelés, 1903. Az ifjúság idegessége és a családi nevelés); a Nemzeti Nőnevelésben (1884. Hibák az ifjúságban, 1885. Testgyakorlás és módszertani conferencziák, A magyar nyelv tanítási rendszere az elemi népiskola négy alsó osztályában, 1886. az emlékezőtehetség, 1889. Tanítás és nevelés, 1891. A polgári és felsőbb leányiskolák reformja); a Néptanítók Lapjában (1884. A népiskolai olvasókönyv mint a nevelés egyik eszköze, 1895. Hogyan vetjük meg az alapját a népiskolai fegyelemnek); a M. Protestáns Néptanítóban (1891. emlékezés Diesterwegről).

## Emlékezete
Kecskeméten utca viseli a nevét.

## Munkái
- Vegytan és ásványtan felső- és polgári iskolák számára. Irta Wettstein H., a 2. kiadás után ford. Kecskemét. 1877. (3. k. után 1880., 3. jav. kiadás a szöveg közé nyomott ábrákkal 1884. Uo. Bpest, 1892. 72 ábrával, 1897. Uo.).
- Természetrajz polgári és felsőbb leányiskolák részére. Bpest, 1889. (Irta Wettstein H. Átdolgozta Szarvassy Margittal együtt. 272 ábrával. Lenyomatok 1893-95.).
- Természettan a polgári és felsőbb leányiskola. IV. osztálya számára. Wettstein H. műve nyomán kidolgozta. Bpest, 1891. 118 ábrával. (Szarvassy Margittal együtt. Ujabb kiadás 1899. Uo.).
- Vegytan és ásványtan a polgári és felsőbb leányiskolák részére. Wettstein H. műve felhasználásával. Ugyanott, 1893.
- A kecskeméti polgári leányiskola 1875-től 1895-ig. Kecskemét, 1896.
- Kecskemét közoktatásügye a multban és jelenben. Uo. 1899.